# Wherever You Will Go
Wherever You Will Go è un singolo del gruppo musicale statunitense The Calling, pubblicato il 26 marzo 2002 come primo estratto dal primo album in studio Camino Palmero. È il brano di maggior successo del gruppo, avendo raggiunto il terzo posto della Official Singles Chart nel Regno Unito e la quinta posizione della Billboard 200 negli Stati Uniti. Il singolo è inoltre arrivato al primo posto in classifica in Italia.

## Descrizione
La canzone fu scritta dai due compagni del gruppo: il cantante Alex Band e il chitarrista Aaron Kamin. Quest'ultimo ha spiegato in un'intervista:
Kamin ha poi fatto riferimento agli attentati dell'11 settembre 2001, accaduti pochi mesi dopo la pubblicazione di Camino Palmero, affermando:

## Video musicale
Esistono due videoclip del brano. Il primo è ambientato in Messico. Il secondo, che è quello più popolare, è stato invece girato presso il Los Angeles River, dove il gruppo si esibisce mentre si svolge in sottofondo una storia d'amore giovanile. Una ragazza si fa tatuare il nome del suo ragazzo sulla propria spalla, ma quando poi trova quest'ultimo a letto con un'altra, si infuria e comincia a distruggere la maggior parte dei suoi beni. Alla fine del video, si vede lei con un nuovo fidanzato (interpretato da Drew Fuller) e un nuovo tatuaggio, mentre l'ex-ragazzo la osserva gelosamente dalla sua macchina, pur consapevole di esserselo meritato.

## Tracce
CD-Maxi RCA 74321-91223-2
1. Wherever You Will Go – 3:29
2. Nothing's Changed – 4:04
3. Lost – 3:48
4. Wherever You Will Go (Video) – 3:26

CD-Single RCA 74321-91224-2
1. Wherever You Will Go – 3:29
2. Lost – 3:48

7" Single RCA 07863-60553-7
1. Wherever You Will Go – 3:29
2. Adrienne – 4:30

## Classifiche

### Classifiche settimanali
| Classifica (2002)                | Posizione massima |
| -------------------------------- | ----------------- |
| Australia                        | 5                 |
| Austria                          | 8                 |
| Belgio (Fiandre)                 | 29                |
| Belgio (Vallonia)                | 18                |
| Canada                           | 20                |
| Danimarca                        | 7                 |
| Francia                          | 7                 |
| Germania                         | 16                |
| Irlanda                          | 8                 |
| Italia                           | 1                 |
| Norvegia                         | 4                 |
| Nuova Zelanda                    | 1                 |
| Paesi Bassi                      | 31                |
| Regno Unito                      | 3                 |
| Romania                          | 10                |
| Stati Uniti                      | 5                 |
| Stati Uniti (adult contemporary) | 21                |
| Stati Uniti (adult top 40)       | 1                 |
| Stati Uniti (alternative)        | 14                |
| Stati Uniti (mainstream rock)    | 37                |
| Stati Uniti (pop)                | 4                 |
| Stati Uniti (radio)              | 5                 |
| Stati Uniti (top 40 tracks)      | 3                 |
| Svezia                           | 14                |
| Svizzera                         | 7                 |

### Classifiche di fine anno
| Classifica (2002) | Posizione |
| ----------------- | --------- |
| Australia         | 45        |
| Belgio (Vallonia) | 69        |
| Italia            | 10        |
| Regno Unito       | 59        |
| Stati Uniti       | 5         |
| Svezia            | 60        |
| Svizzera          | 35        |

## Nella cultura di massa
- La canzone appare nel film Le ragazze del Coyote Ugly, nella scena in cui Violet vede per la prima volta Kevin. I The Calling stessi fanno una comparsa eseguendo il brano dal vivo.[24]
- La National Hockey League ha usato questa canzone per promuovere i playoff della Stanley Cup 2001.
- Il brano appare nel secondo episodio della prima stagione della serie televisiva Smallville.
- Nel 2001, il canale UPN ha usato questa canzone per promuovere la serie televisiva Star Trek: Enterprise.
- Nel 2002, la Mulino Bianco ha usato questa canzone in un suo spot pubblicitario.
- La canzone appare inoltre nel film Love Actually - L'amore davvero del 2003. Come per il film Le ragazze del Coyote Ugly, anche qui effettuano una comparsa i The Calling.
- Il brano appare nel nono episodio della prima stagione della serie televisiva Beauty and the Beast.
- La canzone è inserita in uno spezzone della commedia italiana Ex del 2009.

## Cover
- Nel 2011, la cantante inglese Charlene Soraia ha realizzato una cover per le pubblicità della Twinings nel 2011. Il brano è stato successivamente pubblicato per il download digitale su iTunes.
- Della canzone ha realizzato una cover anche Sam Milby, che è diventata una hit nelle Filippine.
- Una cover in italiano della canzone, Ogni volta che vorrai io ci sarò, è stata incisa nel 2024 dal cantante stesso dei The Calling, Alex Band, insieme ai Sonhora.